# HMS Centaur (1759)
HMS Centaur (1759) — 74-пушечный линейный корабль третьего ранга. Второй корабль Королевского флота, названный в честь персонажа античной мифологии кентавра. 
Бывший французский «Centaure». Спущен на воду в 1757 году. Захвачен британцами 18 августа 1759 года, в сражении при Лагуше.
Вошел в состав Королевского флота в 1759 году как «HMS Centaur». В 1778 году участвовал в бою у острова Уэссан.
Участвовал в Чесапикском сражении (1781). Кратковременно служил в Вест-Индии. В сентябре 1782 года эскортировал в Англию призы, взятые при островах Всех святых. Затонул при переходе, во время урагана 1782 года, в районе Ньюфаундлендской банки. С кораблем погибло около 400 человек.
Капитан Джон Инглефилд и 11 человек команды через 16 дней после крушения добрались на пинасе до Азорских островов.

## В художественной литературе
- Владимир Иванович Даль. — Гибель английского корабля «Центавр» («Матросские досуги» [1853; рассказы; написаны по поручению великого князя Константина Николаевича])